# Peace River Regional District
Peace River Regional District är ett regionalt distrikt i provinsen British Columbia i Kanada.   Antalet invånare är 62 942 (år 2016) och ytan är 117 000 kvadratkilometer.
I Peace River Regional District finns följande kommuner:
- District of Chetwynd
- City of Dawson Creek
- City of Fort St. John
- District of Hudson's Hope
- Village of Pouce Coupe
- District of Taylor
- District of Tumbler Ridge